# Marthalen
Marthalen est une commune suisse du canton de Zurich, située dans le district d'Andelfingen.

Photo aérienne prise à 400 m par Walter Mittelholzer (1923).

## Personnalités liées à la commune
- Ferdinand Keller, archéologue suisse, né en 1800 dans cette ville.
- Ferdi Kübler, coureur cycliste suisse, né en 1919 dans cette ville.
- Reto Hug, triathlète suisse, né en 1975 dans cette ville.